# Theanó (filozófus)
Theanó (Θεανώ) Kr.e. 6. századi pütagoreus filozófusnő volt. Püthagorasz feleségének vagy tanítványának nevezték, bár mások Brontinusz (Püthagorasz tanítványa) feleségének tekintik. 
Nagyon keveset tudunk Theanó életéről és életének néhány részlete ellentmondásos.
Születési helye bizonytalan. Az ókorban számos pütagoreus írást tulajdonítottak neki, köztük néhány levelet és néhány filozófiai értekezés töredékét, bár ezeket a modern tudósok mind hamisnak tartják.
Egyesek szerint az ő munkája a Peri euszebiasz című munka. 